# Ermanno di Wied
Ermanno di Wied (Neuwied, 22 maggio 1814 – Neuwied, 5 marzo 1864) fu principe della Casata di Wied dal 1836 al 1864.

## Biografia

### I primi anni
Ermanno era il figlio secondogenito di Giovanni Augusto Carlo, ultimo principe regnante di Wied (1779–1836), e di sua moglie, la principessa Sofia Augusta di Solms-Braunfels (1796–1855), figlia del principe Guglielmo di Solms-Braunfels e di sua moglie, la contessa Augusta Francesca di Salm-Grumbach.

### Il Texas
Nel 1842, assieme ad altri 20 rappresentanti dell'aristocrazia tedesca, Ermanno di Wied fondò la "Adelsverein, Society for the Protection of German Immigrants in Texas". Egli si impegnò nella fondazione dell'insediamento di New Wied, in Texas, alcune miglia di distanza a nord rispetto a New Braunfels, a poca distanza dal fiume Guadalupe, presso la contea di Comal. Egli si impegnò inoltre a fondare il villaggio di Wied nella contea di Lavaca, sempre in Texas.
La nuova società aveva non solo lo scopo di assistere gli immigrati, dando loro un approdo sicuro nel nuovo mondo in una comunità tedesca, ma anche di dare loro l'opportunità di sfuggire alle pestilenze che si erano verificate in Europa in quegli anni, oltre ai numerosi sconvolgimenti politici.

## Matrimonio e figli
Ermanno sposò il 20 giugno 1842 a Biebrich la principessa Maria di Nassau (1825–1902), figlia del duca Guglielmo di Nassau e della sua prima moglie, Luisa di Sassonia-Hildburghausen. La coppia ebbe i seguenti eredi:
- Elisabetta (29 dicembre 1843 – 3 marzo 1916), sposò Carlo I di Romania ed ebbe eredi.
- Guglielmo (22 agosto 1845 – 22 ottobre 1907), sposò Maria d'Orange-Nassau ed ebbe eredi
- Ottone (22 novembre 1850 – 18 febbraio 1862)

## Ascendenza
|                                                  |                                        |                                                        | Genitori                                                   |  |  | Nonni |  |  | Bisnonni                                             |  |  | Trisnonni                                |  |
|                                                  |                                        |                                                        |                                                            |  |  |       |  |  | Johann Friedrich Alexander, principe di Wied-Neuwied |  |  | Friedrich Wilhelm, conte di Wied-Neuwied |  |
|                                                  |                                        |                                                        |                                                            |  |  |       |  |  | Johann Friedrich Alexander, principe di Wied-Neuwied |  |  | Friedrich Wilhelm, conte di Wied-Neuwied |  |
|                                                  |                                        | Luise Charlotte von Dohna-Schlobitten                  |                                                            |  |  |       |  |  | Johann Friedrich Alexander, principe di Wied-Neuwied |  |  |                                          |  |
| Friedrich Karl, principe di Wied-Neuwied         |                                        |                                                        |                                                            |  |  |       |  |  | Johann Friedrich Alexander, principe di Wied-Neuwied |  |  |                                          |  |
|                                                  |                                        | Karoline von Hachenburg                                | Georg Friedrich, conte di Hachenburg                       |  |  |       |  |  |                                                      |  |  |                                          |  |
|                                                  |                                        | Karoline von Hachenburg                                | Georg Friedrich, conte di Hachenburg                       |  |  |       |  |  |                                                      |  |  |                                          |  |
|                                                  |                                        | Karoline von Hachenburg                                | Sophie Amalie von Nassau-Ottweiler                         |  |  |       |  |  |                                                      |  |  |                                          |  |
| Johann August Karl, principe di Wied             |                                        | Karoline von Hachenburg                                |                                                            |  |  |       |  |  |                                                      |  |  |                                          |  |
|                                                  |                                        | Ludwig Ferdinand, conte di Sayn-Wittgenstein-Berleburg | Kasimir, conte di Sayn-Wittgenstein-Berleburg              |  |  |       |  |  |                                                      |  |  |                                          |  |
|                                                  |                                        | Ludwig Ferdinand, conte di Sayn-Wittgenstein-Berleburg | Kasimir, conte di Sayn-Wittgenstein-Berleburg              |  |  |       |  |  |                                                      |  |  |                                          |  |
|                                                  |                                        | Ludwig Ferdinand, conte di Sayn-Wittgenstein-Berleburg | Marie Charlotte zu Ysenburg-Büdingen-Wächtersbach          |  |  |       |  |  |                                                      |  |  |                                          |  |
| Louise Wilhelmine zu Sayn-Wittgenstein-Berleburg |                                        | Ludwig Ferdinand, conte di Sayn-Wittgenstein-Berleburg |                                                            |  |  |       |  |  |                                                      |  |  |                                          |  |
|                                                  |                                        | Friederike Christine zu Ysenburg-Büdingen-Philippseich | Wilhelm Moritz II, conte di Ysenburg-Büdingen-Philippseich |  |  |       |  |  |                                                      |  |  |                                          |  |
|                                                  |                                        | Friederike Christine zu Ysenburg-Büdingen-Philippseich | Wilhelm Moritz II, conte di Ysenburg-Büdingen-Philippseich |  |  |       |  |  |                                                      |  |  |                                          |  |
|                                                  |                                        | Friederike Christine zu Ysenburg-Büdingen-Philippseich | Amalie Luise zu Dohna-Lauck                                |  |  |       |  |  |                                                      |  |  |                                          |  |
| Hermann, principe di Wied                        |                                        | Friederike Christine zu Ysenburg-Büdingen-Philippseich |                                                            |  |  |       |  |  |                                                      |  |  |                                          |  |
|                                                  | Ferdinand, principe di Solms-Braunfels | Friedrich Wilhelm, principe di Solms-Braunfels         |                                                            |  |  |       |  |  |                                                      |  |  |                                          |  |
|                                                  | Ferdinand, principe di Solms-Braunfels | Friedrich Wilhelm, principe di Solms-Braunfels         |                                                            |  |  |       |  |  |                                                      |  |  |                                          |  |
|                                                  | Ferdinand, principe di Solms-Braunfels | Magdalene Henriette von Nassau-Weilburg                |                                                            |  |  |       |  |  |                                                      |  |  |                                          |  |
| Wilhelm, principe di Solms-Braunfels             | Ferdinand, principe di Solms-Braunfels |                                                        |                                                            |  |  |       |  |  |                                                      |  |  |                                          |  |
|                                                  |                                        | Sophie Christine zu Solms-Laubach                      | Christian August, conte di Solms-Laubach                   |  |  |       |  |  |                                                      |  |  |                                          |  |
|                                                  |                                        | Sophie Christine zu Solms-Laubach                      | Christian August, conte di Solms-Laubach                   |  |  |       |  |  |                                                      |  |  |                                          |  |
|                                                  |                                        | Sophie Christine zu Solms-Laubach                      | Elisabeth zu Isenburg-Büdingen-Birstein                    |  |  |       |  |  |                                                      |  |  |                                          |  |
| Sophie Auguste zu Solms-Braunfels                |                                        | Sophie Christine zu Solms-Laubach                      |                                                            |  |  |       |  |  |                                                      |  |  |                                          |  |
|                                                  |                                        | Karl Ludwig, conte di Salm-Grumbach-Dhaun              | Karl Walrad Wilhelm, conte di Salm-Grumbach                |  |  |       |  |  |                                                      |  |  |                                          |  |
|                                                  |                                        | Karl Ludwig, conte di Salm-Grumbach-Dhaun              | Karl Walrad Wilhelm, conte di Salm-Grumbach                |  |  |       |  |  |                                                      |  |  |                                          |  |
|                                                  |                                        | Karl Ludwig, conte di Salm-Grumbach-Dhaun              | Juliane Franziska von Proesing-Limpurg                     |  |  |       |  |  |                                                      |  |  |                                          |  |
| Auguste zu Salm-Grumbach-Dhaun                   |                                        | Karl Ludwig, conte di Salm-Grumbach-Dhaun              |                                                            |  |  |       |  |  |                                                      |  |  |                                          |  |
|                                                  |                                        | Marianne zu Leiningen                                  | Carl Friedrich Wilhelm, principe di Leiningen              |  |  |       |  |  |                                                      |  |  |                                          |  |
|                                                  |                                        | Marianne zu Leiningen                                  | Carl Friedrich Wilhelm, principe di Leiningen              |  |  |       |  |  |                                                      |  |  |                                          |  |
|                                                  |                                        | Marianne zu Leiningen                                  | Christiane zu Solms-Rödelheim-Assenheim                    |  |  |       |  |  |                                                      |  |  |                                          |  |
|                                                  |                                        | Marianne zu Leiningen                                  |                                                            |  |  |       |  |  |                                                      |  |  |                                          |  |